# Sonja Reichelt

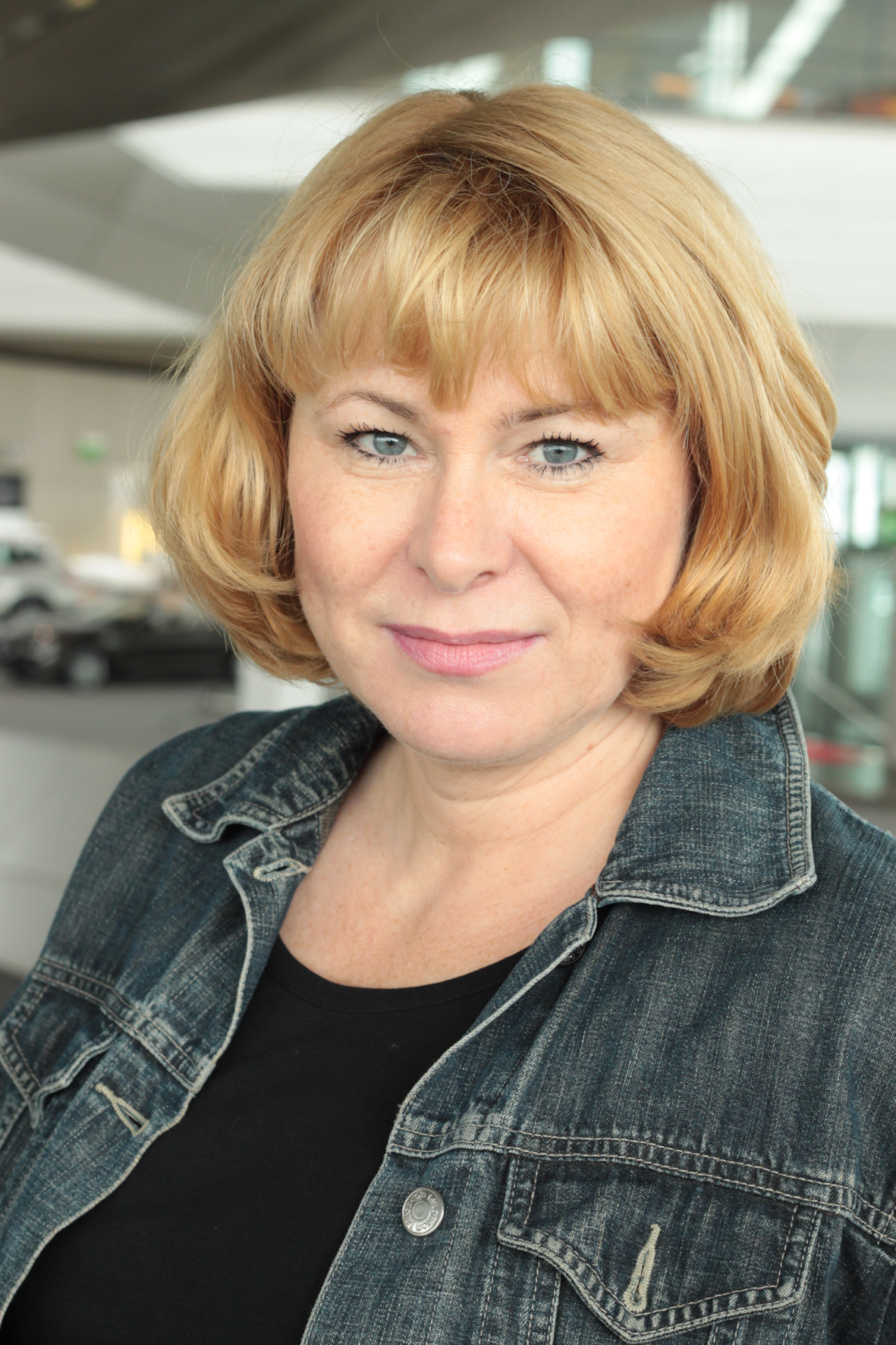
Sonja Reichelt (2011)

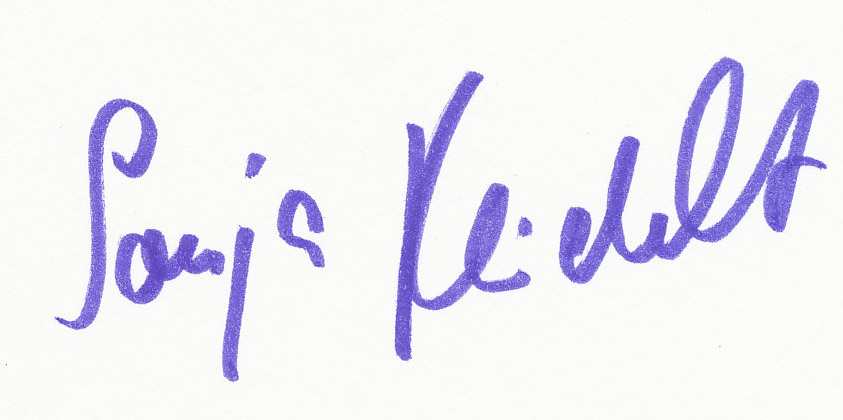
Signatur von Sonja Reichelt

Sonja Reichelt (* 16. Februar 1965 in Dresden) ist eine deutsche Schauspielerin und Synchronsprecherin.

## Werdegang
Als Schauspielerin trat sie z. B. in den Serien Der Alte, Der Fahnder und Ehen vor Gericht auf. Daneben ist sie als Synchronsprecherin tätig, wo sie vor allem die deutsche Stimme von Melissa Joan Hart ist. Sie sprach die US-amerikanische Schauspielerin in deren Rolle als Hexe „Sabrina“ in der Fernsehserie Sabrina – Total Verhext! sowie in den dazugehörigen Filmen Sabrina und die Zauberhexen, Sabrina verhext in Rom und Sabrina verhext Australien. Außerdem synchronisierte sie Hart in den Filmen Nicht noch ein Teenie-Film und Die Schein-Hochzeit sowie in den Serien Das Leben und Ich, Law & Order: Special Victims Unit, Detective Laura Diamond und Melissa & Joey.
Eine weitere feste Synchronrolle von Sonja Reichelt war Vanessa Dorman als „Caitlin Richards“ in der Seifenoper Sunset Beach. Seit dem Start der Serie Family Guy spricht sie die Rolle „Tricia Takanawa“ und ist außerdem wiederkehrend in verschiedenen Rollen in den beiden Animationsserien Die Simpsons und Futurama zu hören.

## Synchronrollen (Auswahl)
Melissa Joan Hart
- 1998–2003: Sabrina – Total Verhext! als Sabrina Spellman
- 1999: Sabrina verhext in Rom als Sabrina Spellman
- 1999: Sabrina verhext Australien als Sabrina Spellman
- 2001: Nicht noch ein Teenie-Film! als Girl auf Party
- 2010–2015: Melissa & Joey als Melanie „Mel“ Burke

Minami Takayama
- 1991: Ranma 1/2 – Big Trouble in Nekonron, China als Nabiki Tendo
- 2002: Ranma ½ als Nabiki Tendo

Julie Benz
- 2000: Shriek – Schrei, wenn du weißt, was ich letzten Freitag, den 13. getan habe als Barbara Campbell
- 2005: Taken als Kate Keys

Alex Borstein
- seit 2002: Family Guy als Tricia Takanawa
- 2005: Family Guy präsentiert: Die unglaubliche Geschichte des Stewie Griffin als Tricia Takanawa

Geraldine Somerville
- 2005: Harry Potter und der Feuerkelch als Lily Potter
- 2011: Harry Potter und die Heiligtümer des Todes – Teil 2 als Lily Potter

### Filme
- 1994: Megumi Hayashibara in Sailor Moon S – Schneeprinzessin Kaguya als Himeko Nayotake
- 1996: Tabitha Soren in Cable Guy – Die Nervensäge als Tabitha Soren im TV
- 1997: Holly Riddle in Joyride – Die Highway-Killer als Betty
- 1998: Peggy Knudsen in Humoreske als Peggy Knudsen
- 1999: Erika Eleniak in Kreuzfahrtschiff auf Todeskurs als Gloria
- 2000: Amy Adams in Eiskalte Engel 2 als Kathryn Merteuil
- 2000: Gabrielle Union in Girls United als Isis
- 2001: Sarah Chalke in Stirb später, Liebling als Linda
- 2002: Holly Brisley in Scooby-Doo als Training Video Woman
- 2003: Zoe Telford in Hitler – Aufstieg des Bösen als Eva Braun
- 2004: Rose Byrne in Sehnsüchtig als Alex
- 2004: Katie Carr in Liebe auf Umwegen als Caitlin
- 2004: Leona Cavalli in Olga als Maria
- 2005: Saskia Mulder in The Descent – Abgrund des Grauens als Rebecca
- 2005: Shiri Appleby in Pizza & Amore als Gina Prestolani
- 2005: Charlotte Asprey in Elizabeth I. als Frances Walsingham
- 2005: Jennifer Carmichael in Zickenterror an der High School als Verkäuferin
- 2006: Anna Slyusaryova in Wächter des Tages – Dnevnoi Dozor als Lena (Tiger)
- 2007: Erica Leerhsen in Wrong Turn 2: Dead End als Nina
- 2007: Caroline Brazier in Rogue – Im falschen Revier als Mary Ellen
- 2008: Jennifer Chu in Beyond the Ring als Veronica
- 2008: Julie Coppedge in The Carbon Copy als Jenna
- 2008: Gretchen Egolf in Die Robert und Andrew Kissel Story als Hayley Wolff
- 2010: Lisa Ray in Let the Game Begin als Eva Stout
- 2011: Candace Cameron Bure in The Heart of Christmas als Megan
- 2011: Luciana Carro in Gefährliche Überraschung als Rosita Alvarado
- 2012: Mariel Hemingway in Zombie Invasion War als Dr. Lynn Snyder
- 2012: Gemma Arterton in Perfekt als Poppy
- 2013: Judit Fekete in 100 Degrees Below Zero als Lacey
- 2014: Alyson Bath in Girlhouse – Töte, was du nicht kriegen kannst als Devon
- 2015: Ann Hamilton in Magic Mike XXL als Diane

### Serien
- 1994–1998: Jennifer Hale in New Spider-Man als Schwarze Katze / Felicia Hardy
- 1997: Gosia Piotrowska in Spellbinder – Gefangen in der Vergangenheit als Riana
- 1999: Lindsey Connell in Retter von Redwall als Rose von Noonvale
- 2001: Miki Nagasawa in Monster Rancher als Poison
- 2001–2003: Rumi Shishido in DoReMi als Nicole Segawa
- 2002: Ashley Scott in Dark Angel als Asha Barlowe
- 2003–2004: Tabitha St. Germain in Martin Mystery als Jenny
- 2003–2005: Yukana Nogami in Inu Yasha als Kanna
- 2007: Nancy Truman in Meister Mannys Werkzeugkiste als Kelly
- 2009: Bellamy Young in Dirty Sexy Money als Ellen Darling
- 2010–2015: Emily Rose in Haven als Audrey Parker
- 2013: Jennifer Irwin in Breaking In als Grusel-Carol
- 2013: Suzy Nakamura in Go On als Yolanda
- 2014–2019: Rebecca Mader in Once Upon a Time – Es war einmal … als Zelena / Böse Hexe des Westens
- 2016–2018: Carolina Ibarra in Soy Luna als Ana Simonetti

### Videospiele
- 2009: Alexandra Boyd in Tales of Monkey Island als Elaine Marley-Threepwood